# Lao Police Club
El Lao Police Club es un equipo de fútbol de Laos que milita en la Liga de Fútbol de Laos, la liga de fútbol más importante del país y es el actual campeón.

## Patrocinadores
| Periodo | Nombre    | Patrocinador |
| ------- | --------- | ------------ |
| 2012–   | EGO SPORT |              |

## Palmarés
- Liga de Fútbol de Laos: 1

2012
- Copa de Laos: 1

2014